# دیوپتاز
سیلیکات (به انگلیسی: Dioptase) با فرمول شیمیایی Cu6[Si6O18].6H2O از مجموعه کانی هاست و سبز محلول در HCl و HNO۳ - رنگ آن در زیر شعله قرمز می‌شود. CuO:۵۰٫۴۸٪  SiO۲:۳۸٫۰۹٪  H2O:۱۱٫۴۳٪  برای اولین بار در ۵ کشف شد و از نظر شکل بلور: زون اکسیداسیون، رنگ: منشوری - ایزومتریک، شفافیت: صدفی - نامنظم، شکستگی: شیشه ای، جلا: ضعیف- مطابق با سطح، رخ: سیلیکات، سیستم تبلور: دیوپتاز و در رده‌بندی ارترومبیک است همچنین خاصیت مغناطیسی شفاف - نیمه شفاف و منشأ تشکیل آن ندارد است.
کاربرد آن: نامبیا، از نظر ژیزمان بلوری - آگرگات توده‌ای کمیاب است و بیشتر در URSS، نامبیا، زئیر، شیلی، آمریکا، پرو، ایران یافت می‌شود.

## منبع
- پردیس کشاورزی ایران